# Dewey Martin (acteur)
Pour les articles homonymes, voir Dewey Martin.
Dewey Martin est un acteur américain, né le 8 décembre 1923 à Katemcy (en) (Texas) et mort le 9 avril 2018 à San Pedro (Californie).

## Biographie
Il est né à Katemcy (Texas) (en), il a grandi à Florence (Alabama). Il débute au cinéma en 1949 dans Les Ruelles du malheur.

## Filmographie

### Cinéma
- 1949 : Les Ruelles du malheur (Knock on Any Door) de Nicholas Ray : Butch
- 1949 : Bastogne (Battleground) de William A. Wellman : G.I. Straggler
- 1950 : The Golden Gloves Story : Nick Martel
- 1950 : Kansas en feu (Kansas Raiders) de Ray Enright : James Younger
- 1951 : La Chose d'un autre monde (The Thing from Another World) de Christian Nyby : Bob
- 1951 : Les Frères Barberousse (Flame of Araby) de Charles Lamont : Yak
- 1952 : La Captive aux yeux clairs (The Big Sky) de Howard Hawks : Boone Caudill
- 1954 : Tennessee Champ de Fred M. Wilcox : Daniel Norson alias Tennessee Champ
- 1954 : L'Escadrille panthère (Men of the Fighting Lady) : Kenneth Schechter
- 1954 : Prisonnier de guerre (en) (Prisoner of War) : Jesse Treadman
- 1955 : La Terre des pharaons (Land of the Pharaons) de Howard Hawks : Senta
- 1955 : La Maison des otages (The Desperate Hours) de William Wyler : Hal Griffin
- 1956 : Un magnifique salaud (The Proud and Profane) : Eddie Wodcik
- 1957 : Dix mille chambres à coucher (Ten Thousand Bedrooms) : Mike Clark
- 1962 : Le Jour le plus long (The Longest Day) de Ken Annakin : Pvt Wilder
- 1963 : Sam l'intrépide (Savage Sam) de Norman Tokar : Lester White
- 1964 : Flight to Fury : Joe Gaines
- 1974 : Seven Alone : Henry Sager

### Télévision
- 1955 : Playwrights '56 (en) (Série) : Nick
- 1955 : Studio One (Série) : Lieutenant Peter Cameron
- 1956 : From Row Center (Série) : Ronald Kamin
- 1956 : Cavalry Patrol (Téléfilm) : Lt. Johnny Reardon
- 1956 - 1958 : Climax! (Série) : Rocky Webb / Emmett Shore / Tom Coulter / Steve Hammond
- 1957 - 1958, 1960 : Zane Grey Theater (Série) : Ethan Boyan / Doc Holiday / Jack Harmon
- 1958 : Letter to Loretta (Série) : Scott McGill / Bill Fisher
- 1959 : The Dupont Show with June Allyson (Série) : Wes McAllen
- 1960 : La Quatrième Dimension (The Twilight Zone) (série) : Corey
- 1960 - 1961 : Daniel Boone (série) : Daniel Boone
- 1963 : The Dick Powell Show (en) (série) : Sheriff Baird
- 1963 : Laramie (série) : Vanton Madox
- 1963 - 1964 : L'Homme à la Rolls (Burke's Law) (série) : Dominic Farrow / Con Murdock
- 1964 : Arrest and Trial (en) (série) : Rick Tobin
- 1964 : Les Aventuriers du Far West (Death Valey Days) (série) : John Wheeler
- 1965 : Au-delà du réel (The Outer Limits) (série) : Jim Darcy
- 1966 : Les Espions (I Spy) (série) : père Bellini
- 1967 : Lassie (série) : Jack
- 1970 : Hawaï police d'État (Hawaii Five-0) (série) : Richard Fairbirne
- 1970 - 1971 : Mannix (série) : Lockwood / Sherwin Caine
- 1971 : Alerte sur le Wayne (Assault on the Wayne) (téléfilm) : Skip Langley
- 1972 : Mission impossible (série) : Mike Apollo
- 1973 : Wheeler and Murdoch (téléfilm) : Travanty
- 1973 : Sur la piste du crime (The FBI) (série) : David Kelly
- 1975 : Petrocelli (série) : Bill Whitehead
- 1978 : Police Story (série)